# Enzyme Records
Enzyme Records est un label discographique néerlandais, situé à Ridderkerk, axé hardcore, et gabber, fondé en 2001 par Patrick van Kerckhoven. Enzyme propose de nombreux artistes à notoriété internationale incluant Nosferatu, Endymion, Mindustries, Meagashira, Sei2ure, The Outside Agency, Triax, et Weapon X.
Enzyme Records possède un sous-label appelé Enzyme X, dont le nom est emprunté par les artistes pour la sortie de morceaux expérimentaux.

## Histoire

Logo d'Enzyme X, sous-label d'Enzyme Records.

Enzyme Records est lancé en 2001 par l'instrumentiste et disc-jockey Patrick van Kerckhoven, mieux connu sous le nom de Ruffneck. Il s'agit, à cette période, d'un nouveau label succédant Gangsta Audiovisuals et Supreme Intelligence Records, dans le but de leur donner un « nouveau point de départ », et continuer dans un nouveau style de techno hardcore sans être « envahi par les mauvaises critiques. » Initialement, des rumeurs parmi la communauté gabber laissent penser que Endymion et Nosferatu, en étaient les fondateurs.
Au début de 2003, Enzyme organise sa première soirée Enzyme Incubation, créditée comme une « soirée mémorable » par les personnes présentes, au Platte Zaol de Maastricht. Le 14 mai 2005, il organise la deuxième édition de cette soirée, cette fois à Rotterdam, avec en tête d'affiche les disc-jockeys Ruffneck, Nosferatu, Promo, Endymion, Neophyte, et Ophidian ; ils feront paraître un DVD de la soirée plus tard dans l'année. En 2008, le label fait paraître l'album Enzyme Injection 5, bien accueilli sur Partyflock. En 2009, il fait paraître le double-album Enzyme Incubation - The Third Injection mixé par Weapon X et Mindustries.
En 2010, Ruffneck fait paraître un album sous forme de clé USB représentant le logo officiel d'Enzyme ; elle est accueillie d'une note de 93 sur 100 sur Partyflock. Le 23 mars 2013, Enzyme est placé au faîte de l'événement Total Confusion lors de l'événement intitulé A Gathering of Styles Tour, avec notamment Ruffneck, Lunatic & Miss Hysteria, et Ophidian. Le line-up complet de la tournée est d'ailleurs annoncée en juin la même année. Le 23 novembre 2013, l'événement Tainted Audio vs. Enzyme est lancé.